# Maison de la Tour de Braü
La maison de la Tour des Braü est un édifice situé aux Les Baux-de-Provence, dans les Bouches-du-Rhône. 

## Histoire
La maison de la Tour des Braü est classé au titre des monuments historiques, depuis le 9 juin 1904.

## A voir aussi